# 原史时代
原史时代，或简称原史（英語：Protohistory）是歷史時代的一部分，為史前时代与信史时代中间的一段时期，指在一种文明还没有发展出自己的书写系统，但發展出一套穩定的口傳歷史系統，例如早期的密西西比文化都属于这一类的原史时代文明。
原史时代也可以指一个社会从读写能力的出现到第一位历史学家的著作完成之间的过渡阶段。口述传统的保留会使问题变得更加复杂化，因为这会为记录更早的事件提供间接的历史资源。由识字的群体和無書寫傳統的群体共同建立的殖民据点也具有一些原史时代的特征。
原史时代同样可以指一个文明的某些不完整的或外部的历史记载（不一定包括一个完整的书写系统）被发现的时期。例如朝鲜前三国时代、日本弥生时代，又比如在欧洲，凯尔特人与日耳曼人出现在同时期的希腊罗马文献中的时代就可以归为他们的原史时代。

## 学术使用
蒂莫西·泰勒的《牛津插图史前欧洲史》（The Oxford Illustrated History of Prehistoric Europe）中写道：
|  | 由于公元前1千年的部分但并非所有社会中的历史记载的存在，这段时期通常被称为“原史时代”，而不是史前时代。当然，通过考古手段获得的对过去的了解与通过历史文献获得的部分性质完全不同。拥有这两种方面的证据既是一种福音也是一种挑战。 |

在他此后的另一篇论文《公元第1千年爱琴海、喀尔巴阡-巴尔干和本都地区的奴隶制度》（"slavery in the first millennium Aegean, Carpatho-Balkan and Pontic regions"）的摘要中，从根本上来说是一位考古学家的泰勒说道：
|  | 在信任古典作家们告诉我们的东西方面，我跨出了相当不寻常的一步。 |

作为另一个例子，参见布莱恩·M·法根关于北美原史时代的著作以及穆罕默德·阿卜杜拉·纳伊姆（Muhammed Abdul Nayeem）对于阿拉伯半岛原史时代的研究。

## 年代学
和史前时代一样，判断一个文化何时由史前时代进入原史时代有时对考古学家来说是十分困难的。不同文化之间，不同区域之间，甚至不同历法系统之间的数据差别都是非常大的。
在最简单的情况下，从史前时代到原史时代的历程与该族群在冶金方面的技术进步历程基本吻合：
- 红铜时代
- 青铜时代
- 铁器时代

## 文明与民族
最著名的原史时代文明与族群就是那些出现于欧洲和亚洲重要文明的历史记载中的蛮族部落了。这些人群同样经历了史前时代，其中的许多此后顺利过渡到信史时代。
| - 阿兰人 - 保加尔人 - 凯尔特人与高卢人 - 达西亚人 - 日耳曼人 - 匈人 - 日本古坟时代 - 马扎尔人 | - 努米底亚人 - 帕提亚人 - 萨尔马提亚人 - 斯基泰人 - 斯拉夫人 - 色雷斯人 - 朝鲜三国时代 |